# Filocala (Trácia)
Filocala (em grego medieval: Φιλοκάλης; romaniz.: Philokáles) foi um oficial bizantino do século X, cujo prenome é desconhecido.

## Vida
É citado numa inscrição de construção de Tzíralo na Trácia, localizada numa pedra que foi originalmente instalada nas fortificações da cidade. Segundo a inscrição, de 967/68, na 11.ª indicção, sob o imperador Nicéforo II (r. 963–969) e o doméstico oriental João, foram feitos reparos numa torre da muralha da cidade sob Filocala que usou os fundos fornecidos por Nicéforo, Basílio II (r. 976–1025) e Constantino VIII (r. 1025–1028).